# Kohlenstoffnanoschaum
Kohlenstoffnanoschaum, ein Aerogel, ist eine zufällig orientierte, netzartige Anordnung von Kohlenstoff-Graphitebenen, die Poren von wenigen Nanometern Größe formen. Er ähnelt Glaskohlenstoff, jedoch sind seine Poren größer (typisch >5 nm) und miteinander vernetzt.
Kohlenstoffnanoschaum hat einen festen Aggregatzustand. Seine Dichte liegt bei ca. 200 kg/m³.
Es gibt Hinweise auf Materialien mit einer Dichte von 2 kg/m³. Das bedeutete, dass ein Liter nur zwei Gramm wiegt. Eine weitere – für Kohlenstoff – äußerst ungewöhnliche Eigenschaft ist der Ferromagnetismus dieses Nanoschaums.
Die Herstellung von Nanoschaum ist nur in experimentellen Mengen möglich, dafür wird Kohlenstoff mittels eines Lasers in einer Vakuumkammer verdampft. Dieser Dampf kondensiert an einer Silizium-Platte, wodurch die Struktur des Nanoschaums entsteht.
Im Gegensatz zu Kohlenstoffnanoschaum besteht Kohlenstoff-Aerogel aus einem Konglomerat von Nanopartikeln. 